# Ocotea venosa
Ocotea venosa är en lagerväxtart som beskrevs av Henry Allan Gleason. Ocotea venosa ingår i släktet Ocotea och familjen lagerväxter. Inga underarter finns listade i Catalogue of Life.